# Історія Східного Тимору

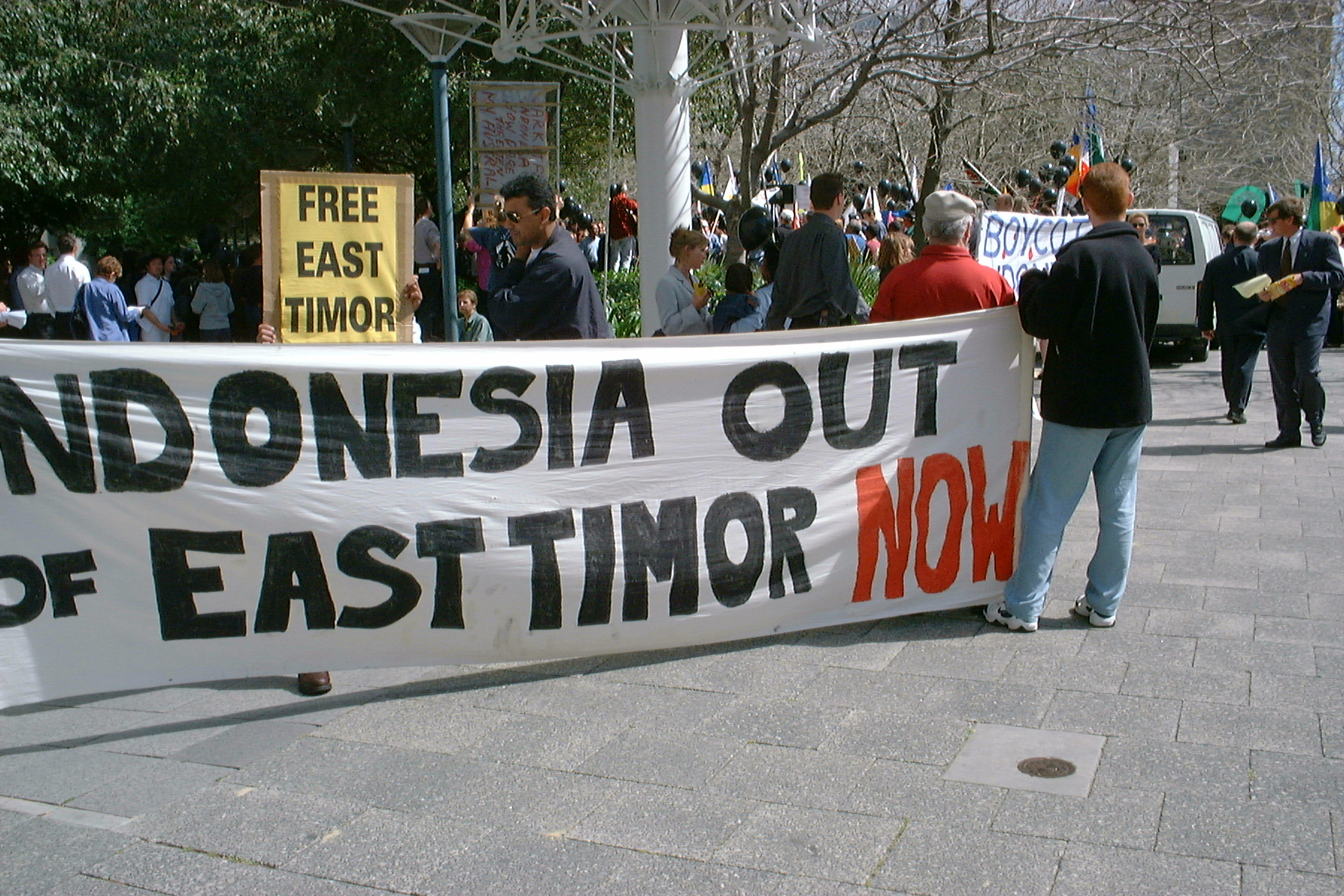
Демонстрації проти індонезійської окупації, 10 вересня. 1999 року

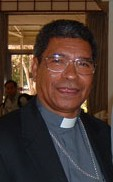
Архієпископ Карлуш Белу, лауреат
Нобелівської премії 1996 року

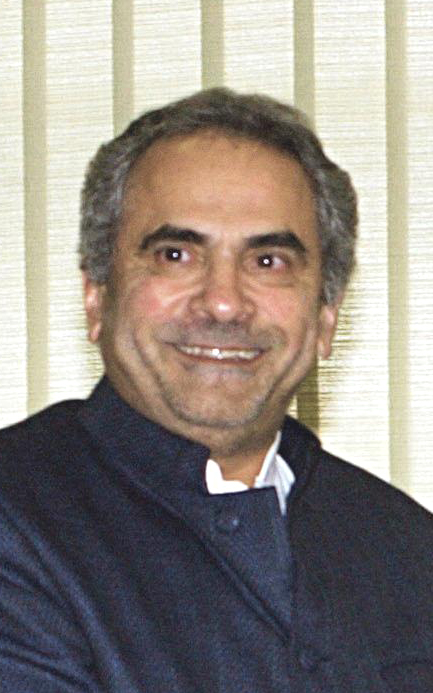
Жозе Рамуш-Орта, лауреат Нобелівської премії 1996 року, колишній прем'єр-міністр і президент Східного Тимору

Історія Східного Тимору почалася з появи на острові австралоїдів і меланезійців.

## Португальський Тимор
Острів був відкритий португальцями в 1514 році і колонізований ними в середині XVI століття. Договір 1859 року роз'єднав Тимор між Голландією і Португалією, португальцям дісталася східна частина острова. Під час Другої світової війни острів був окупований Японією (з 1942 по 1945 рр.), після війни влада Португалії була відновлена.
Тимор залишався португальською колонією до 1974 року і був найменш розвиненим володінням найвідсталішої з колоніальних держав. В цьому ж році в Лісабоні був позбавлений влади диктатор Марселу Каєтану. Новий уряд проводив політику деколонізації і запропонував колоніям незалежність. Основу економіки становило сільське господарство, яке велося примітивними методами і не забезпечувало продовольчі потреби колонії. Розвивалося виробництво експортних культур — кави, каучуку і копри. Близько 32 % бюджету йшло на військові цілі (утримання 7 тисяч солдатів колоніальних військ), на освіту витрачалося 9 %, на соціальне забезпечення — 4 %. Частка неписьменних перевищувала 90 %.

## Перше проголошення незалежності
Після революції 25 квітня 1974 року в Португалії почався процес деколонізації португальських володінь, що досягло і Східного Тимору. Утворилися кілька політичних партій, найбільшими з яких були — УДТ (Демократичний союз Тимору), який виступав за збереження території в складі Португалії як заморської провінції, АПОДЕТІ (Народно-демократична асоціація Тимору), домагалася приєднання території до Індонезії, і найбільша з політичних партій країни ФРЕТІЛІН (Революційний фронт за незалежність Східного Тимору), який вимагав негайної незалежності. Утворилося ще кілька дрібних партій. Переговори між португальською владою і політичними партіями про шляхи деколонізації території зайшли в глухий кут, а потім і припинилися через збройну конфронтації в колонії.
У 1975 р. Португалія залишила Східний Тимор в надії на те, що тут буде сформовано уряд і парламент. У Тиморі утворилися політичні партії, які розділились на дві коаліції. Демократичний союз Тимору (УДТ) ратував за встановлення тісних зв'язків з Індонезією. Цій коаліції протистояв Революційний фронт за незалежність Східного Тимору (ФРЕТІЛІН). Але доля країни залежала не від них, а від Сухарто, президента Індонезії.
У ніч на 11 серпня 1975 УДТ за підтримки місцевої поліції вчинив переворот, були заарештовані і страчені деякі з лідерів і активістів ФРЕТІЛІН. ФРЕТІЛІН, своєю чергою, спираючись на тиморців-солдатів колоніальних військ встановили контроль над територією, а 28 листопада 1975 року в односторонньому порядку проголосив незалежність НДРВТ (Народно-Демократична Республіка Східний Тимор). 30 листопада лідери АПОДЕТІ, УДТ і ще двох дрібних партій, що знаходилися на окупованій Індонезією частині Східного Тимору, випустили спільну декларацію про приєднання території до Індонезії.

## Індонезійська окупація
В міру зростання політичної нестабільності УДТ (не без допомоги Індонезії) організував переворот, проте ФРЕТІЛІН вдалося взяти владу у свої руки. Незважаючи на це, незалежність так і не була проголошена — 7 грудня 1975 року війська Індонезії перейшли кордон. У військовому вторгненні в різний час брало участь від 20 до 40 тисяч солдатів. У країні почалася кровопролитна громадянська війна між прихильниками і противниками незалежності. В результаті бойових дій, голоду та епідемій загинуло близько однієї третини населення колишньої колонії (понад 200 тисяч осіб), а 17 липня 1976 року Східний Тимор був включений до складу Індонезії як 27-ма провінція. ООН не визнала Тимор 27-ю провінцією Індонезії, але окупанти залишили без уваги резолюції, які вимагали виведення військ.
Стали здійснюватися заходи щодо індонезіанізації території, але опір, в тому числі збройний, не припинялося. Відбувалися демонстрації тиморських студентів і молоді проти нової влади. Бійці ФРЕТІЛІН спробували чинити опір, але сили були надто нерівні. Викладання португальської мови в школах заборонили, повсюдно вводилася жорстка цензура. За час індонезійської окупації було вбито і померло від голоду понад 200 000 тиморців.
Починаючи з 1982 р., Генеральні секретарі ООН проводили переговори з Індонезією і Португалією, намагаючись відновити незалежність окупованих територій.

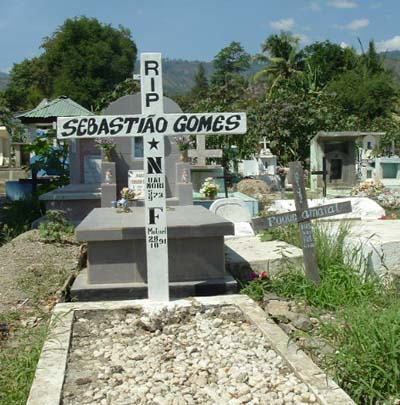
Масове вбивство на кладовищі Санта-Круш сталося під час меморіальної процесії до могили Себастьяна Гоміша

12 листопада 1991 року під час меморіальної меси на кладовищі в Ділі за вбитим індонезійськими військами юнакові 200 індонезійських солдатів відкрили вогонь по натовпу, убивши щонайменше 250 тиморців.
Показання свідків іноземців швидко дійшли до міжнародних новинних організацій, а відеозапис розстрілу багато разів транслювали по телебаченню. У США була заснована і незабаром відкрила відділення в десяти містах країни East Timor and Indonesia Action Network (зараз East Timor and Indonesia Action Network, ETAN). Інші групи солідарності з'явилися в Австралії, Бразилії, Німеччині, Ірландії, Малайзії, Португалії і Японії.
Однак лише в 1999 р серйозні політичні зміни в самій Індонезії призвели до прийняття історичного рішення. Після падіння режиму Сухарто в результаті масових виступів, а також під тиском світової громадської думки новий президент Індонезії Хабібі був змушений оголосити про проведення референдуму з питання самовизначення Східного Тимору.
Місією ООН було зареєстровано 451 792 громадянина, які мали право голосу, але потім робота контролерів була порушена дестабілізуючими діями збройних формувань, які підтримували ідею союзу з Індонезією. І все ж 30 серпня 1999 р. жителі Східного Тимору проголосували. У референдумі взяли участь понад 98 % зареєстрованих громадян, що мали право голосу. Результатом голосування стала повна перемога прихильників незалежності. Понад 344 850 осіб (78,5 % тих, хто проголосував) висловилося на підтримку незалежності, а залишитися в складі Індонезії віддали перевагу всього 94 388 осіб (21,5 % тих, хто проголосував), що призвело до нового спалаху насильства в Східному Тиморі.
У цей момент у країні вибухнула нова криза. Бунтівники почали бойові дії, понад 500 000 осіб стали біженцями, багатьох із них насильно переселили в Західний Тимор. Вже 6 вересня більшість міжнародних спостерігачів, персонал місії ООН і журналісти були евакуйовані. Індонезійський уряд не зміг відновити порядок.
Незважаючи на тиск громадськості, що зібрався на засідання 5 вересня Рада Безпеки ООН не став вводити в Тимор підлеглі йому війська, оскільки індонезійський уряд стверджував, що зможе взяти ситуацію під контроль за допомогою власних військ чисельністю 20 000 чол.
12 вересня 1999 р. уряд Індонезії погодився на введення в Східний Тимор міжнародного миротворчого контингенту. Війська (в основному, австралійські) стали прибувати 20 вересня, тоді ж почалися поставки гуманітарної допомоги.
Коли контроль над територією Східного Тимору перейшов до ООН, війська Індонезії були виведені. Інші райони країни теж стали вимагати незалежності, так що цілісність країни виявилася під загрозою.

## Незалежність
У ніч на 20 травня 2002 року колишня португальська колонія офіційно була оголошена незалежною державою.

## Кризи 2006 року
20 травня 2006 р, в річницю незалежності від Індонезії, чимала частина армії ДРВТ (593 людини з 1433) зажадала пом'якшення правил армійського статуту. Бригадний генерал Таур Матан Руак звільнив баламутів, останні покинули казарми зі зброєю в руках.
Почався загальний бунт, війна всіх проти всіх. Бунт проти титульного племені — тетум стримується миротворцями чотирьох країн.

## Положення сьогодні
Сьогодні незалежний Східний Тимор намагається відновлювати зруйноване. Але зробити це непросто, оскільки Тимор є однією з найбідніших країн Азії, практично не має корисних копалин і промисловості. Крім відновлення економіки, потрібно створити працюючу політичну систему і закони, здатні забезпечити в країні стабільність і надходження іноземних інвестицій. Основна надія держави — багате родовище природного газу біля берегів острову Тимор.
В результаті президентських виборів, які відбулися 16 квітня 2012 рік, перемогу здобув генерал Таур Матан Руак. Його основним суперником був Франсиско Гутерріш. Руак отримав понад 60 відсотків голосів, Гутерріш — близько 38.